# Municipio de Rafael Delgado
El municipio de Rafael Delgado, anteriormente conocido como San Juan del Río, se encuentra en el estado mexicano de Veracruz, es uno de los 212 municipios de la entidad y tiene su ubicación en la zona centro del estado, es un municipio de la región de las grandes montañas. Sus coordenadas son 18°49’ latitud norte, longitud oeste de 97°04’ y cuenta con una altura de 1.160 m s.n.m.

El municipio tiene una población de 17.473 habitantes, conformada por dieciséis localidades.
El municipio de Rafael Delgado tiene un clima templado-húmedo a una temperatura de 18 °C, con pocas lluvias en invierno, más abundante en verano y al inicio del otoño. En este municipio se celebra el 24 de junio, la fiesta en honor de san Juan Bautista, patrono del pueblo.
El municipio de Rafael Delgado es más conocido como San Juan del Río (no es el nombre oficial): la mayoría de autobuses de esa localidad en su mayoría tienen rotulado como destino San Juan del Río, y no Rafael Delgado.

## Límites
- Norte: Orizaba.
- Sur: San Andrés Tenejapan, Tlilapan y Nogales.
- Este: Ixtaczoquitlán.
- Oeste: Río Blanco.

## Religión
La mayor parte de la población de Rafael Delgado está adherida a la Iglesia católica aunque en la parte norte de la cabecera municipal se encuentra el templo de la Iglesia Luz del Mundo, con bastantes seguidores. Otro grupo importante con rápido crecimiento en el municipio son los Testigos de Jehová muy activos en su labor evangelizadora. También existe un número considerable de miembros de otras confesiones como evangélicos y algunos grupos sectarios.
Dentro de la Religión Católica, el municipio pertenece a la Diócesis de Orizaba.

## Problemas demográficos
Este municipio es eminentemente rural, tiene 9 escuelas primarias, 1 escuela secundaria general y 2 telesecundarias y 2 telebachilleratos ambos ubicados en las diferentes comunidades, no tiene ninguna universidad. Tampoco cuenta con un hospital, sólo con 2 clínicas distribuidas en la cabecera municipal y Jalapilla.
El municipio tiene problemas graves como vandalismo y un gran número de varones adultos son alcohólicos, con la desnutrición siendo otro de los problemas a los que debe hacer frente.[cita requerida]